# تلخان
تلخان شیرینی سنتی و معروف، به ویژه در شمال کابل در افغانستان است.
این غذای سنتی فقط از انواع مختلف میوه‌های خشک مخلوط مانند توت خشک، چهارمغز، بادام، کنجد و گندم برشته تهیه می‌شود، اما بخش اصلی این غذا توت خشک و چهارمغز است.
این غذا بیشتر مورد استفاده مردم محلی است و به دلیل ظرفیت نگهداری بالا بدون شرایط خاص و ارزش غذایی بالا، یکی از غذاهای اصلی کشاورزان و افرادی است که در معادن لاجورد در کوه‌های پنجشیر کار می‌کنند. امروزه، جوامع محلی از این غذا در مناسبت‌های خاص فرهنگی خود استفاده می‌کنند، اما کمتر توسط مردم دیگر شناخته شده و مورد استفاده 
قرار می‌گیرد.

## خاستگاه
در مناطق روستایی شمال افغانستان، تلخان بیشتر در زمستان به دلیل انرژی بالای آن استفاده می‌شود. با این حال، امروزه تلخان یکی از غذاهای شیرین مخصوص مردم محلی محسوب می‌شود، حتی بسیاری از خانواده‌هایی که به پنجشیر، کاپیسا و پروان سفر کرده‌اند، از دکان‌ها خریداری کرده و گاهی اوقات از آن استفاده می‌کنند.
این غذای شیرین ارتباط مستقیمی با فرهنگ غذایی سنتی محلی مردم بومی در استان‌های پروان، کاپیسا و پنجشیر دارد.

## پیشینه
این غذا سابقه طولانی دارد و به جنگ اول بین افغانستان و انگلستان در سال ۱۸۴۲ برمی‌گردد. در حالی که گروه محلی بدون خوردن غذا می‌جنگیدند، برای سایر جنگجویان سوال بزرگی بود که چرا این مردم پنجشیر غذا نمی‌خورند و مدام می‌جنگند. سپس مشخص شد که آنها غذای مخصوص خود را دارند و هنوز هم تکه‌ای از تلخان در موزه ملی انگلستان است.
اکثر مردم محلی به دلیل ارزش غذایی و انرژی بالای آن به آن علاقه‌مند هستند. واقعیت دیگر این است که پس از خوردن این غذای شیرین، هیچ تشنگی، سنگینی معده یا خستگی ایجاد نمی‌کند. این محصول فقط برای مصرف خودشان تولید نمی‌شود و حتی در بازار محلی استان شمالی افغانستان و حتی در بازارهای میوه خشک نیز موجود است.
اکثر نسل جوان برای غذاهای سنتی مانند تلخان ارزشی قائل نیستند، اما هنوز هم افراد مسن و برخی از جوامع محلی از آن استفاده می‌کنند. حفظ محصولات سنتی به عنوان بخشی از میراث غذایی و فرهنگی افغانستان، به ویژه تلخان به عنوان غذایی که به نماد پیروزی تبدیل شده است، مهم است.